# Endrin
Endrin là một hợp chất hữu cơ có chứa chlor, có công thức hóa học là C12H8Cl6O được công ty xăng dầu Shell và tập đoàn hóa chất Velsicol điều chế lần đầu tiên năm 1950. Endrin đã từng được được dùng chủ yếu như thuốc trừ sâu, chất diệt chuột và chất làm giảm bớt số lượng cá trong một vùng nước bị một loài cá phát triển quá nhiều và áp đảo về số lượng. Endrin là chất lỏng không màu, không mùi, mặc dù các sản phẩm thương mại thường có màu trắng ngà.